# Przywództwo sytuacyjne

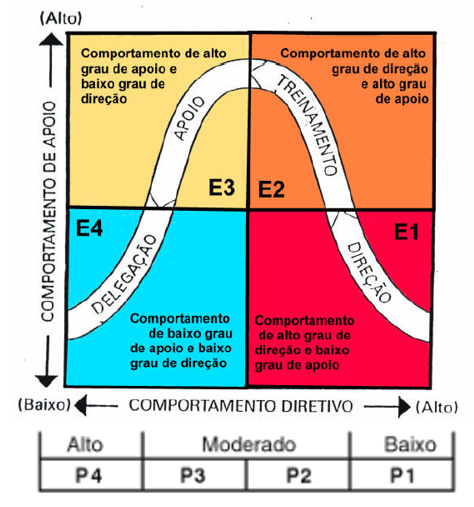
Schemat przywództwa sytuacyjnego

Przywództwo sytuacyjne to jeden z bardziej skutecznych i powszechnie stosowanych modeli przywództwa. Opracowany w 1968 roku przez Paula Herseya i Kena Blancharda. Opiera się na założeniu, iż dobry szef powinien dostarczać swemu podwładnemu tego, czego ten ostatni potrzebuje, by skutecznie realizować stawiane przed nim zadania. „Przywództwo” dlatego, że szef powinien opierać swój wpływ na podwładnych nie tylko na hierarchii służbowej, ale również na zbudowanym przez siebie autorytecie (który buduje poprzez swój sposób zarządzania). „Sytuacyjne” dlatego, że sposób zachowania przełożonego zależy od sytuacji, w jakiej znajduje się jego podwładny.

## Określanie zadania
Fundamentem przywództwa sytuacyjnego jest odpowiednio określone zadanie. W jego bowiem kontekście oceniamy poziom gotowości podwładnego, a w konsekwencji decydujemy o stylu przywództwa, Zadanie i poziom gotowości pozwalają nam określić potrzeby pracownika.
Zadanie może być określane na trzech poziomach:
- Poziom 1: zadanie określone na poziomie stanowiska. Bardzo ogólne, zrozumiałe dla doświadczonych pracowników.
- Poziom 2: zadanie określone na poziomie głównych odpowiedzialności, zrozumiałe i adekwatne dla pracowników o pewnym poziomie doświadczenia.
- Poziom 3: zadanie określone na poziomie działań, niezbędne dla pracowników o małym doświadczeniu.

Prawidłowe określenie zadania jest warunkiem koniecznym do skutecznego stosowania stylów przywództwa. Nieprawidłowe jego określenie prowadzi do frustracji i niezrozumienia już na początkowych etapach „miękkiego” zarządzania.

## Poziom gotowości
Sytuacja jest identyfikowana poprzez poziom gotowości pracownika do wykonania danego zadania. Poziom gotowości określany jest przez porównanie dwóch czynników: kompetencje oraz chęci pracownika do wykonania konkretnego zadania. Należy pamiętać, że wraz ze zmianą zadania może zmienić się poziom gotowości pracownika. Oprócz tego ten sam pracownik może prezentować różne poziomy gotowości, w różnych zadaniach. I tak:
- R-1 Niskie Kompetencje, lecz Wysokie Chęci: Pracownik wciąż niezdolny do samodzielnego wykonania zadania (niskie kompetencje), lecz pomimo tego bardzo umotywowany do jego wykonania. Często z powodu braku doświadczenia i nastawienia na wykonanie zadania, młody pracownik wykazuje duży entuzjazm, pomimo swoich niskich kompetencji.
- R-2 Niskie Kompetencje i Niskie Chęci: Generalnie negatywnie (do tego zadania) nastawiony pracownik, który nie potrafi samodzielnie, dobrze go wykonać i dlatego właśnie wykazuje niski poziom chęci. Brak sukcesu powoduje frustrację. Często dokładanie zadań pracownikom powoduje przesunięcie ich do tego poziomu.
- R-3 Wysokie Kompetencje, lecz Niskie Chęci: Występuje w dwóch wariantach. Pierwszy przy wystarczających kompetencjach posiada niskie chęci z powodu braku wiary we własne siły (sukces tu pomaga). Drugi okazuje niski poziom chęci z powodu znudzenia zadaniem. Każdy z tych przypadków wymaga innego podejścia szefa.
- R-4 Wysokie Kompetencje i Wysokie Chęci: Samodzielny i doświadczony pracownik, który jest zaangażowany w wykonywanie swojego zadania. Generalnie najlepszy, najłatwiejszy do pracy typ podwładnego.

## Style przywództwa
W zależności od poziomu gotowości, przełożony powinien zastosować adekwatny do niego styl przywództwa, który „wyposaży” pracownika w to, co jest mu niezbędne do samodzielnego wykonania zadania. Przełożony dysponuje dwoma typami zachowań, z których korzysta w różnych proporcjach. Są to zachowania relacyjne oraz zachowania zadaniowe. W Przywództwie Sytuacyjnym® wyróżniamy cztery style przywództwa.
- S-1 (Instruowanie), Wysoko Zadaniowe i Nisko Relacyjne: W tym stylu celem jest wykształcenie umiejętności niezbędnych do wykonania zadania, żeby pozytywnie wpłynąć na chęci. Zachowania nisko relacyjne utrzymujemy, aby nie utrwalać złych zachowań, a wysoko zadaniowe – by zbudować kompetencje. Chcemy, żeby podwładny osiągnął mały sukces, to będzie go pozytywnie stymulować do dalszych działań.
- S-2 (Sprzedawanie), Wysoko Zadaniowe i Wysoko Relacyjne: Tutaj celem szefa jest utrzymanie dobrego nastawienia podwładnego poprzez wysoki poziom zachowań relacyjnych i jednocześnie kształcenie umiejętności, aby stopniowo usamodzielniać pracownika.
- S-3 (Wspieranie), Nisko Zadaniowe i Wysoko Relacyjne: W tym stylu założeniem jest praca z podwładnym, który ma już odpowiednie kompetencje do wykonania zadania, lecz z jakichś powodów nie jest do niego pozytywnie nastawiony. Niski poziom zachowań zadaniowych wynika zatem z braku potrzeby pracy nad kompetencjami, które są wystarczające.
- S-4 (Delegowanie), Nisko Zadaniowe i Nisko Relacyjne: Tutaj pracownik nie potrzebuje wielkiego zaangażowania ze strony szefa, ponieważ jego zaangażowanie i umiejętności są wystarczające do samodzielnego wykonania zadania.

Trzy największe błędy przy stosowaniu stylów przywództwa to:
- Traktowanie R-1 jak R-4: prowadzi do pozostawiania ludzi samym sobie.
- Traktowanie R-4 jak R-1: zabija inicjatywę oraz pokazuje brak zaufania.
- Pozostawianie R-4 samemu sobie: nawet najlepsi pracownicy potrzebują oceny, zainteresowania, wyzwań oraz pochwały.

## Dopasowanie stylu
Podstawą do osiągnięcia sukcesu jest dopasowanie stylu przywództwa do poziomu gotowości pracownika. W przeciwnym razie pracownik nie dostaje bodźców adekwatnych do jego potrzeb. Niedopasowanie stylu prowadzi do frustracji.